# Brough Aerodrome

i7
i11
i13
Das ehemalige Brough Aerodrome war ein Flugplatz am südlichen Stadtrand Broughs direkt am Ufer des Humber in der Grafschaft East Riding of Yorkshire, England.
Der Flugplatz diente insbesondere als Werksflugplatz von BAE Systems, daher auch die alternative Bezeichnung BAE Brough.

## Geschichte
Das Aerodrome war bereits seit der Zeit des Ersten Weltkriegs Standort der Luftfahrtindustrie, hier erprobte die Blackburn Aeroplane & Motor Company ab 1916 Wasserflugzeuge.
Früher diente er der Royal Air Force zeitweise auch als Militärflugplatz. Die Brough Flying Training School diente  während des Zweiten Weltkriegs der Ausbildung von Jagdflugzeugpiloten.
Nach dem Krieg entstanden hier die beiden letzten von Blackburn in nennenswerten Stückzahlen gefertigten Flugzeuge für die britischen Streitkräfte, die Beverly und die Buccaneer.
Blackburn ging in den 1960er Jahren in Hawker Siddeley auf, die in den 1970er Jahren in British Aerospace und schließlich 1999 in BAE Systems aufging. In Brough entstanden in den letzten Dekaden des 20. Jahrhunderts britische Harrier der zweiten Generation sowie noch bis ins 21. Jahrhundert Hawk-Trainer. Zwischen Anfang der 1990er Jahre und Anfang 2008 war der Flugplatz erstmals geschlossen.
Nachdem die Montage der Hawk verlagert worden war, wurde der Flugplatz 2013 endgültig geschlossen.

## Heutige Nutzung
Ein Teil des Areals wird nach wie vor von BAE Systems im Rahmen des Hawk-Programms genutzt, als inzwischen die älteste noch betriebene britische Flugzeugfabrik, daneben gibt es heute den Humber Enterprise Park.

## Nutzung als Rennstrecke
Zwischen 1949 und 1957 wurde die Ringstraße entlang der Außengrenze als Rennstrecke genutzt. Nach den ersten Rennen 1949 wurde das 7 Kurven umfassende Layout des ersten Kurses ab 1950 leicht modifiziert und umfasste danach eine 1.883 km lange Strecke mit 8 Kurven. Auf dem Brough Circuit errang Stirling Moss seinen ersten Rennsieg.

## Sonstiges

### RAF Holme-on-Spalding Moor
Zirka 25 km nordwestlich befand sich früher die Royal Air Force Station Holme-on-Spalding Moor, kurz RAF Holme. Blackburn leaste den Flugplatz ab 1958 als Testareal, diese Nutzung durch die später in British Aerospace aufgegangene Firma dauerte bis 1983, als der Flugplatz geschlossen wurde. Die im Vergleich zu Brough längere Start- und Landebahn diente unter anderem zur Flugerprobung der Buccanneer. Da die Bahn in Brough zu kurz für dieses Flugzeug war, wurden die Flugzeuge, auch später die Serienmaschinen, nach Holme geschleppt.
Der südöstlich des gleichnamigen Ortes liegende Flugplatz wurde 1941 eröffnet und besaß drei sich kreuzende Bahnen. Während des Zweiten Weltkriegs unterstand er dem RAF Bomber Command. Hier lagen sowohl Lancaster- als auch Halifax-Staffeln. Nach Kriegsende war die Station dann bis Oktober 1945 noch eine Dakota-Basis. Zu Beginn des Kalten Kriegs diente er 1952/53 noch kurze Zeit einer Flugschule der RAF und anschließend für wenige Jahre der United States Air Force.